# Eastbourne Performance
Eastbourne Performance is een live-album van de Amerikaanse pianist, componist en bandleider Duke Ellington, met zijn laatste opgenomen concert, gegeven op 1 december 1973 in het Congress Theatre in Eastbourne, England. Het album kwam in 1975 uit op het label RCA.

## Ontvangst
Op Allmusic gaf de jazzauteur Scott Yanow het album 4½ sterren. Yanow: "Het Ellington-orkest was wat zwakker dan het was geweest (vele oudgedienden waren of dood of met pensioen gegaan), maar het was nog steeds een geweldige groep ("mighty outfit")... Eigenlijk was de meest indrukwekkende soloïst op het album Ellington zelf", aldus Yanow. "Een waardig einde van een opmerkelijke carrière". Wilson & Alroy's Record
Reviews (2½ sterren): "...het orkest is solide, maar er is hier weinig magie".

## Tracks
Alle composities door Duke Ellington, tenzij anders aangegeven
1. "The Piano Player"
2. "Creole Love Call"
3. "Don't You Know I Care (Or Don't You Care to Know)"  (Mack David, Ellington)
4. "I Can't Get Started" (Vernon Duke, Ira Gershwin)
5. "New York, New York"
6. "Pitter Panther Patter" (Ellington, Jimmy Blanton)
7. "How High the Moon" (Nancy Hamilton, Morgan Lewis)
8. "Basin Street Blues" (Spencer Williams)
9. "Tiger Rag" (Nick La Rocca, Eddie Edwards, Henry Ragas, Tony Sbarbaro, Larry Shields, Harry Da Costa)
10. "Woods"
11. "Meditation"

- Live opgenomen tijdens het concert in Congress Theatre, Eastbourne, England op 1 december 1973.

## Bezetting
- Duke Ellington – piano, orkestleider
- Mercer Ellington, Money Johnson, Johnny Coles, Barry Lee Hall - trompet
- Vince Prudente, Art Baron, Chuck Connors - trombone
- Harry Carney, Harold Ashby, Russell Procope, Geezil Minerve, Percy Marion - rietinstrumenten
- Joe Benjamin - contrabas
- Rocky White - drums
- Anita Moore, Money Johnson - zang